# Gola del Forello
La gola del Forello o gole del Forello è una gola della Valle del Tevere situata nella Regione Umbria tra i comuni di Todi e Orvieto formata dal fiume Tevere che attraversa la dorsale Monte Peglia - Monti Amerini. Questo luogo, molto impervio e scarsamente antropizzato, costituisce il cuore del Parco fluviale del Tevere.
Vi si trovano importanti complessi di grotte scavate dall'acqua nelle rocce calcaree delle pareti, tra cui la grotta della Piana che si estende per 2500 m in un banco di travertino e che ha restituito reperti risalenti al neolitico e all'età del bronzo e la grotta del Vorgozzino, nella formazione della scaglia rossa, che raggiunge una profondità di 123 m.